# Risto Björlin
Risto Björlin (n. 9 decembrie 1944, Vasa, Vaasa Province⁠(d), Finlanda) este un luptător ce a reprezentat Finlanda, medaliat olimpic. A participat la 3 ediții ale Jocurilor Olimpice (1964, 1968, 1972) în care a câștigat o medalie de bronz.